# 宝莲灯 (2005年电视剧)
《宝莲灯》是2005年10月4日由中国中央电视台电视剧频道播出的一部35集新编大型古装神话电视连续剧。姐妹篇为2009年播出的电视剧《宝莲灯前传》。

## 概要
- 连同《魔幻手机》被中国中央电视台收购为独播剧。

## 内容提要
该剧是根据沉香劈山救母的神话故事改编，讲述了三圣母之子刘沉香，经历种种磨难后学得一身本领，在舅舅和师父等仙家的帮助下，劈开华山救出母亲的故事。

## 登场角色
- 沉　香：曹骏饰演，
- 小　玉：舒畅饰演，
- 二郎神：焦恩俊饰演，
- 丁　香：林湘萍饰演，
- 八太子：刘冠翔饰演，
- 王　母：刘晓庆饰演，
- 刘彦昌：刘小锋饰演，
- 三圣母：朴詩妍（朴美宣）饰演，
- 玉皇大帝：王衛国
- 太上老君：游本昌
- 太白金星：田二喜
- 老狐仙：周洁
- 嫦娥：顏丹晨
- 豬悟能：謝寧
- 孫悟空、唠叨：丁健
- 牛魔王、阎王：吴国华
- 哮天犬：陳創
- 梅山老大、龍王：汪永貴
- 梅山老二：李保成
- 梅山老四：趙書君
- 梅山老六：李健迅
- 翠姑、白無常：万艳
- 黒無常：羅光跃
- 哪吒：張志超
- 李靖：李佳藝

## 职员表
- 出品人：高建民
- 总监制：李建
- 总策划：魏平
- 总发行人：马润生、程春丽
- 监制：贾晓晨、宋丹、陈伟生
- 策划：张华、詹汉国
- 责任制骗人：赵玮
- 责任编辑：阮丹娣
- 节目统筹：张林林
- 片头题字：张文
- 编剧：九年、李洪伟
- 总美术：张鹏
- 特效监制·造型设计：韩笑
- 摄像：叶志伟、胡欣
- 剪辑：陈忆红
- 录音：陈刚
- 作曲：周志勇、张朝
- 制片人：李功达
- 执行制片人：张增祥
- 导演：余明生、赵箭
- 发行人：肖可英、张明瑞、谢鹏飞、任海平、李奔
- 音像发行：广东东和兴影音公司
- 总发行：中国国际电视总公司、中国广播电影电视节目交易中心
- 合作单位：中国国际电视总公司节目代理部、中国广播电影电视节目交易中心
- 联合录制：中国国际电视总公司影视事业部、北京天星际影视文化公司、广东东和兴影音公司
- 出品：中国国际电视总公司
- 版权号：（广剧）剧审字（2005）第036号
- 制作许可证：甲第（005）号

## 歌曲
主题歌
《不灭的心》
作词：化方 作曲：周志勇 演唱：孙楠
片尾歌
《我的全部》
作词：化方 作曲：周志勇 演唱：庞龙
插曲歌
《爱上一个人》
作词：化方 作曲：张朝 演唱：顾莉雅

## 关联商品
- 《宝莲灯》经济型HDVD-5（5碟装 MPEG-2 PAL 辽宁文化艺术音像出版社 广东东和兴影音有限公司）ISRC CN-D05-05-442-00/V.J9
- 《宝莲灯》高清珍藏版DVD-5（14碟装 MPEG-2 PAL 辽宁文化艺术音像出版社 广东东和兴影音有限公司）ISRC CN-D05-05-442-00/V.J9

## 评价
《宝莲灯》不仅关注沉香的孝心和救母的种种艰难经历，还全面描写了沉香从一个小孩子成长为一个顶天立地、情义并重的大英雄的过程。与大家熟知的电影、动画版本相比，该剧人物更多，情节线索也更复杂。如孙悟空、猪八戒、二郎神、托塔李天王、牛魔王、哪吒等中国神话故事中的人物都将在剧中各显神通。

## 关联条目
- 宝莲灯
- 宝莲灯前传 (2009年电视剧) — 原班人马拍摄的前篇。
- 魔幻手机

## 作品的變遷
| 八大娛樂K台 周一至日 15:00 - 17:00 | 八大娛樂K台 周一至日 15:00 - 17:00 | 八大娛樂K台 周一至日 15:00 - 17:00 |
| ---------------------------------- | ---------------------------------- | ---------------------------------- |
|                                    | 寶蓮燈 (2013.05.25 - 2013.06.10)   |                                    |
| 白蛇傳 (2013.05.12 - 2013.05.24)   | 未定 (2013.06.11 - 2013.)          |                                    |